# Райнкинг, Энн
Энн Ра́йнкинг (англ. Ann Reinking; 10 ноября 1949 — 12 декабря 2020) — американская танцовщица, хореограф и актриса, наиболее известная по работе с мюзиклами. Обладательница премий «Тони» и Лоренса Оливье.

## Жизнь и карьера
Райнкинг родилась в Сиэтле, штат Вашингтон, в семье Фрэнсис Райнкинг (урождённой Харрисон) и Уолтера Райнкинга, и выросла в пригороде Белвью.
Она добилась наибольшей известности благодаря ролям в мюзиклах «Коко» (1969), «Прямо здесь!» (1947), «Гуляка Чарли» (1975), «Чикаго» (1977) и «Милая Чарити» (1986). Райнкинг также известна по ролям в фильмах «Весь этот джаз» (1979), «Энни» (1982) и «Микки и Мод» (1984).
Райнкинг была четырежды замужем и трижды разведена. У неё есть сын, Кристофер, от брака с бизнесменом Джеймсом Стюартом. Она также имела отношения с хореографом Бобом Фоссом.
Райнкинг скончалась 12 декабря 2020 года в возрасте 71 года в Сиэтле, штат Вашингтон. Как сообщает Variety со ссылкой на родственников покойной, она умерла во сне. Этот факт подтвердил и её менеджер. Причина смерти пока не сообщается.

## Фильмография

### Кино
| Год  | Русское название | Оригинальное название | Роль            | Примечания                |
| ---- | ---------------- | --------------------- | --------------- | ------------------------- |
| 1978 | Кино, кино       | Movie Movie           | Траблс Моран    | Сегмент: «Dynamite Hands» |
| 1979 | Весь этот джаз   | All That Jazz         | Кейт Джаггер    |                           |
| 1982 | Энни             | Annie                 | Грейс Фаррелл   |                           |
| 1984 | Микки и Мод      | Micki & Maude         | Микки Сэлинджер |                           |

### Телевидение
| Год  | Русское название          | Оригинальное название  | Роль              | Примечания                                        |
| ---- | ------------------------- | ---------------------- | ----------------- | ------------------------------------------------- |
| 1972 | Лайза, через «З»          | Liza with a Z          | танцовщица        | Не указана в титрах                               |
| 1974 | Энди Уильямс представляет | Andy Williams Presents | танцовщица        | Телевизионный фильм                               |
| 1976 | Эллери Куин               | Ellery Queen           | Лорелей Фарнсуорт | Эпизод: «The Adventure of the Eccentric Engineer» |
| 1977 | Цели Андроса              | The Andros Targets     | Лора Харпер       | Эпизод: «The Surrender»                           |
| 1987 | Шоу Косби                 | The Cosby Show         | Джилл Келли       | Эпизод: «Bald and Beautiful»                      |

## Награды и номинации
| Год  | Премия                            | Категория                                                  | Работа       | Результат |
| ---- | --------------------------------- | ---------------------------------------------------------- | ------------ | --------- |
| 1974 | Премия «Театральный мир»          | N/A                                                        | Прямо здесь! | Победа    |
| 1974 | Премия Кларенса Деруэнта          | Самая многообещающая актриса                               | Прямо здесь! | Победа    |
| 1974 | Премия Внешнего общества критиков | Лучшая актриса в мюзикле                                   | Прямо здесь! | Победа    |
| 1975 | Премия «Тони»                     | Лучшая женская роль в мюзикле                              | Гуляка Чарли | Номинация |
| 1975 | Премия «Драма Деск»               | Лучшая актриса в мюзикле                                   | Гуляка Чарли | Номинация |
| 1978 | Премия «Тони»                     | Лучшая женская роль второго плана в мюзикле                | Танцы        | Номинация |
| 1997 | Премия «Тони»                     | Лучшая хореография                                         | Чикаго       | Победа    |
| 1997 | Премия Внешнего общества критиков | Лучшая хореография                                         | Чикаго       | Победа    |
| 1997 | Премия «Драма Деск»               | Лучшая хореография                                         | Чикаго       | Победа    |
| 1997 | Премия Фреда и Адель Астер        | Лучшая танцовщица                                          | Чикаго       | Победа    |
| 1997 | Премия Фреда и Адель Астер        | Лучший хореограф                                           | Чикаго       | Победа    |
| 1998 | Премия Лоренса Оливье             | Лучший театральный хореограф                               | Чикаго       | Номинация |
| 1999 | Премия «Тони»                     | Лучшая режиссура мюзикла (совместно с Ричардом Молтби-мл.) | Фосс         | Номинация |
| 1999 | Премия Внешнего общества критиков | Лучшая хореография (совместно с Бобом Фоссом)              | Фосс         | Номинация |
| 1999 | Премия Внешнего общества критиков | Лучшая режиссура мюзикла (совместно с Ричардом Молтби-мл.) | Фосс         | Номинация |
| 1999 | Премия «Драма Деск»               | Лучшая режиссура мюзикла (совместно с Ричардом Молтби-мл.) | Фосс         | Номинация |
| 2001 | Премия Лоренса Оливье             | Лучший театральный хореограф (совместно с Бобом Фоссом)    | Фосс         | Победа    |
| 2001 | Премия Хелпманна                  | Лучшая хореография                                         | Чикаго       | Победа    |